# 島津保次郎
島津 保次郎（しまづ やすじろう、1897年〈明治30年〉6月3日 - 1945年〈昭和20年〉9月18日）は、大正・昭和期の映画監督。松竹蒲田撮影所で蒲田調と呼ばれる小市民映画を多数製作し、松竹の代表的監督となった。

## 来歴
東京市日本橋区（現・東京都中央区日本橋）三越日本橋本店の真正面に老舗の海苔商「甲州屋」を営む父・音次郎の次男として生まれる。
正則英語学校（現・正則学園高等学校）に入学するが、幼いころから極度の映画好きであった島津は学校をさぼって近くにあった映画館・錦輝館へ行って映画を見ていた。当時から映画監督への道を志しており、逓信省の宣伝映画のシナリオ公募に入選した経験もある。卒業後、実家の手伝いで、福島で下駄用桐材の切り出しに携わる。しかし、松竹が映画事業に乗り出すことを知り、父の友人の紹介で小山内薫の門下生として、松竹キネマ蒲田撮影所に入社する。
1920年、小山内に従って松竹キネマ研究所に移る。同研究所には牛原虚彦や伊藤大輔、村田実らも参加した。翌1921年、研究所第1回作品の『路上の霊魂』で助監督と照明係（クレジット上では光線）を、第2回作品で牛原の監督デビュー作でもある『山暮るる』で助監督を務めた。同年、大阪で『寂しき人々』を撮って監督デビューするが、封切られずじまいに終わっている。
研究所の解散後、蒲田撮影所に復帰。牛原の『剣舞の娘』で助監督を務めたのちに監督として一人立ちする。初めは『遺品の軍刀』などの美談ものを手がけていたが、1923年、ハウプトマンの原作を伊藤大輔が脚色した『山の線路番』で認められ、その写実的な作風で松竹蒲田のトップクラスの監督となった。同年9月1日に関東大震災で撮影所が罹災。京都に機能移転するために多くのスタッフ・俳優が京都に移ったが、島津は東京に残った。そこで城戸四郎が蒲田撮影所の代理所長に就任、彼の主導により『お父さん』『蕎麦屋の娘』を製作。1924年に撮影所が復帰し、その半年後に城戸が正式に撮影所長に就任。城戸の指揮の下、これまでの新派的な作風にかわり、蒲田調と呼ばれるサラリーマンや庶民の日常生活を描く小市民映画が製作されていくが、島津は同年にすでにサラリーマン喜劇の『日曜日』（1924年）などを発表しており、蒲田調の先駆的存在となった。
1927年（昭和2年）2月には、映画を批判する文壇人に対抗する映画実際家連盟「友達の会」に参加。映画界の地位向上にも貢献した。
以降は庶民生活を生き生きと活写し、日常的なユーモアを写実的に描いた作風で知られた。「写実派」と呼ばれた島津はトーキー時代に入るとその才能をさらに大きく開花させる。『上陸第一歩』で初めてトーキー作品を手がけ、『嵐の中の処女』（1932年）や『隣の八重ちゃん』（1934年）の若々しく爽やかな感覚は他の追随を許さなかった。『その夜の女』（1934年）では「ネオ・リアリズム」を名乗った写実映画が話題となった。
また、「メロドラマ」の名手として観客の呼べる監督の一人に数えられるようにもなり、谷崎潤一郎の『春琴抄』を脚色した『お琴と佐助』（1935年）をはじめ、多くの文芸作品も手掛けていくが、ここでもリアリティーあふれた彼らしさを前面に押し出したものに仕上がっている。
撮影所が蒲田から大船に移行しても、メロドラマの『家族会議』（1936年）や浅草オペラの姿を描いた『浅草の灯』（1937年）、松竹三羽烏と呼ばれた上原謙・佐分利信・佐野周二が主演の『婚約三羽烏』（1937年）、そして島津の代表作とされる『兄とその妹』（1939年）などで独特な描写などが評価された。
1939年、東宝に移り、『光と影・前後篇』『白鷺』『緑の大地』などの大作を残すが、松竹時代のように傑作には恵まれなかった。
敗戦直後の1945年9月18日に胃がんにより東大病院（当時は東京帝国大学医学部附属病院）で亡くなった。享年49。墓所は新宿区勝興寺。

## 人物・エピソード
名監督として知られる島津も、助監督時代は旧態依然とした撮影所で苦労をした。あるロケーションで、監督が「生きのいいチューリップの花束が必要だ」と言い出し、島津助監督は御殿場から小田原まで汽車に乗って花を買いに出かけた。撮影は朝7時から始まるので、まだ暗いうちから出かけなければ間に合わなかったが、買った花は午後には萎れてしまい、翌日もまた早起きして行かなければならなかった。ところが監督は意地悪く、午前中には花の出るカットを撮影せず、毎日毎日およそ十日ほどこの早起きが続いた。最後の日に監督が「もう花のくだりはやめた」と言ったので、島津はガッカリし、生涯その監督にはつかぬ決心をしたという。トーキー時代に入るまで、無声時代の活動写真の現場では助監督の身分はどこもこのようなものだった。
島津は撮影中の映画に対し、全幅の希望をかけ、心からこれを楽しみ、いつくしんだ。このため、昭和10年の『お琴と佐助』の完成後に一部の批評家からクレームがついた際には、このことで激しい文章のやり取りをしている。
島津の門下には、五所平之助、豊田四郎、吉村公三郎、木下惠介、佐伯清、谷口千吉、関川秀雄らがおり、松竹ホームドラマ＝蒲田調の作風はこれらの弟子に受け継がれ日本映画の本流を形成してゆくことになった。
映画監督島津昇一は実子で、東映で活躍していたが父親同様早世している。

## 監督作品

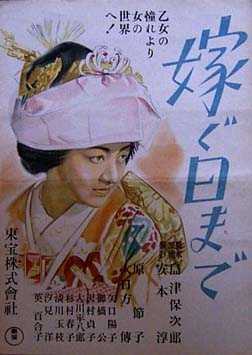
嫁ぐ日まで（1940年）のポスター

- 寂しき人々（1921年）
- 山谷堀（1922年）
- 山の線路番（1923年）
- 自活する女（1923年）
- 剃刀（1923年）
- お父さん（1923年）
- 蕎麦屋の娘（1924年）
- 茶を作る家（1924年）
- 日曜日（1924年）
- 南島の春（1925年）
- 村の先生（1925年）
- 祖国（1925年）
- 新己が罪(1925年)
- お坊ちゃん（1926年）
- 海の勇者（1927年）
- マルセーユ出帆（1928年）
- 多情仏心（1929年）
- 麗人（1930年）
- 愛よ人類と共にあれ（1931）
- 生活線ABC（1931年）
- 上陸第一歩（1932年）
- 嵐の中の処女（1932年）
- 隣の八重ちゃん（1934年）
- その夜の女（1934年）
- お小夜恋姿（1934年）
- お琴と佐助（1935年）
- 家族会議（1936年）
- 朱と緑（1937年）
- 浅草の灯（1937年）
- 婚約三羽烏（1937年）
- 兄とその妹（1939年）
- 光と影・前後篇（1940年）
- 嫁ぐ日まで（1940年）
- 白鷺（1941年）
- 闘魚（1941年）
- 緑の大地（1942年）
- 母の地図（1942）
- 私の鶯（1943年）
- 日常の戦ひ（1944年）